# Football aux Jeux panarabes de 1965
Navigation
Casablanca 1961 Damas 1976
Les Jeux panarabes de 1965 de football opposent dix nations arabes et se déroulent dans la ville du Caire en Égypte. Il s'agit de la quatrième édition de ces jeux. 
La compétition se joue sous forme de deux phases mettant aux prises dix nations différentes. La première se déroule sous forme de deux groupes et les deux premiers de chaque poule s'affrontent lors de la deuxième phase dont les vainqueurs s'affrontent en finale et les perdants s'affrontent lors du match pour la troisième place.
C'est la République arabe unie qui remporte la compétition de football lors de cette édition en battant en finale le Soudan par 2-0 tandis que dans le cadre de la petite finale, la Libye décroche la troisième place en battant la Palestine sur le score de 4-2.

## Équipes participantes
10 nations prennent part à la compétition :
- Liban
- Libye
- Yémen du Nord
- Yémen du Sud
- Palestine
- République arabe unie
- Syrie
- Mascate et Oman
- Soudan
- Irak

## Compétition

### Phase de poule

#### Groupe A
| Rang | Équipe                | Pts | J | G | N | P | Bp | Bc | Diff |  | Résultats (▼ dom., ► ext.) |  |     |     |     |      |
| ---- | --------------------- | --- | - | - | - | - | -- | -- | ---- |  | -------------------------- |  | --- | --- | --- | ---- |
| 1    | République arabe unie | 8   | 4 | 4 | 0 | 0 | 20 | 1  | +19  |  | République arabe unie      |  | 2-1 | 1-0 | 3-0 | 14-0 |
| 2    | Palestine             | 5   | 4 | 2 | 1 | 1 | 4  | 3  | +1   |  | Palestine                  |  |     | 1-1 | 1-0 | 1-0  |
| 3    | Irak                  | 4   | 4 | 1 | 2 | 1 | 7  | 2  | +5   |  | Irak                       |  |     |     | 0-0 | 6-0  |
| 4    | Liban                 | 3   | 4 | 1 | 1 | 2 | 4  | 7  | -3   |  | Liban                      |  |     |     |     | 4-3  |
| 5    | Yémen du Sud          | 0   | 4 | 0 | 0 | 4 | 3  | 25 | -22  |  | Yémen du Sud               |  |     |     |     |      |

#### Groupe B
| Rang | Équipe          | Pts | J | G | N | P | Bp | Bc | Diff |  | Résultats (▼ dom., ► ext.) |  |     |     |      |      |
| ---- | --------------- | --- | - | - | - | - | -- | -- | ---- |  | -------------------------- |  | --- | --- | ---- | ---- |
| 1    | Soudan          | 8   | 4 | 4 | 0 | 0 | 30 | 2  | +28  |  | Soudan                     |  | 4-2 | 2-0 | 9-0  | 15-0 |
| 2    | Libye           | 6   | 4 | 3 | 0 | 1 | 39 | 9  | +30  |  | Libye                      |  |     | 6-3 | 16-1 | 15-1 |
| 3    | Syrie           | 4   | 4 | 2 | 0 | 2 | 20 | 8  | +12  |  | Syrie                      |  |     |     | 4-0  | 13-0 |
| 4    | Yémen du Nord   | 2   | 4 | 1 | 1 | 2 | 3  | 30 | -27  |  | Yémen du Nord              |  |     |     |      | 2-1  |
| 5    | Mascate et Oman | 0   | 4 | 0 | 0 | 4 | 2  | 45 | -43  |  | Mascate et Oman            |  |     |     |      |      |

### Phase finale

#### Demi-Finale
| 2 septembre 1965 | République arabe unie | 8 - 1 | Libye |  |  |
|                  |                       |       |       |  |  |

|  | Soudan | 2 - 1 | Palestine |  |  |
|  |        |       |           |  |  |

#### Match pour la3eplace
|  | Libye | 4 - 2 | Palestine |  |  |
|  |       |       |           |  |  |

#### Finale
|  | République arabe unie | 2 - 0 | Soudan |  |  |
|  |                       |       |        |  |  |

## Vainqueur
| Vainqueur des Jeux panarabes de 1965 République arabe unie 2e titre |